# Заборников, Станислав Олегович
Станислав Олегович Заборников (род. 30 мая 1991, Нижнекамск, Татарская ССР) — российский хоккеист, защитник. Мастер спорта России (2017).

## Биография
Воспитанник нижнекамского «Нефтехимика». Начинал играть в «Нефтехимике-2» (первая лига, 2007/08 — 2008/09) и «Реакторе» (МХЛ, 2009/10 — 2011/12).
Карьеру провёл в клубах ВХЛ «Дизель» Пенза (2012/13 — 2013/14), «Ариада» Волжск (2014/15), «Нефтяник» Альметьевск (2014/15 — 2015/16), ТХК Тверь (2016/17), «Сокол» Красноярск (2016/17 — 2017/18), «Югра» Ханты-Мансийск (2018/19), «Торпедо» Усть-Каменогорск (2018/19), КРС-БСУ Пекин (2019/20), «Молот-Прикамье» Пермь (2019/20), «Южный Урал» Орск (2019/20 — 2020/21), «Тамбов» (2021/22).
13 декабря 2016 подписал контракт с хабаровским «Амуром» и 16 февраля 2017 года провёл единственный матч в КХЛ — в гостях против «Витязя» (3:2 Б).
Победитель хоккейного турнира Универсиады 2017 года.